# Ebschloh
Der Ebschloh ist ein 686,5 m ü. NHN hoher Berg im Rothaargebirge und die höchste Erhebung im Gemeindegebiet von Erndtebrück im nordrhein-westfälischen Kreis Siegen-Wittgenstein.

## Geographie

### Lage
Der Ebschloh erhebt sich jeweils im Südteil von Rothaargebirge und Naturpark Sauerland-Rothaargebirge im Wittgensteiner Land. Sein Gipfel liegt 2,3 km südsüdöstlich von Erndtebrück und 5 km nordwestlich von Feudingen, einem Stadtteil von Bad Laasphe, dessen Grenze östlich über die Gipfelregion verläuft. Ostnordöstlich des Bergs befindet sich Amtshausen, ostsüdöstlich Rüppershausen, südöstlich Oberndorf und südsüdöstlich Rückershausen; sie alle gehören zu Bad Laasphe. Nordöstlicher Nachbar ist der Rammelsberg (637,2 m), südsüdwestlicher die Birkenhecke (661,1 m).
Auf dem Ebschloh befindet sich rund 200 m nordöstlich vom Berggipfel auf 678,3 m ein trigonometrischer Punkt und etwa 150 m südöstlich des Gipfels ein solcher auf 676,1 m.

### Naturräumliche Zuordnung
Der Ebschloh gehört in der naturräumlichen Haupteinheitengruppe Süderbergland (Nr. 33) in der Haupteinheit Rothaargebirge (mit Hochsauerland) (333) und in der Untereinheit Dill-Lahn-Eder-Quellgebiet (333.0) zum Naturraum Ederkopf-Lahnkopf-Rücken (333.01). Die Landschaft fällt nach Norden in den zur Untereinheit Wittgensteiner Kammer (333.1) zählenden Naturraum Erndtebrücker Leimstruth (333.12) ab und nach Osten in die Untereinheit Südwittgensteiner Bergland (333.2).

### Rhein-Weser-Wasserscheide
Über den Ebschloh verläuft die Rhein-Weser-Wasserscheide: Auf seiner Südflanke entspringt der kleine Oberndorfer Bach als westlicher Zufluss des Rüppersbachs, der den Berg als nördlicher Lahn-Zufluss im Einzugsgebiet des Rheins östlich passiert. Auf seiner Nordflanke entspringt der kleine Rammelsbach als östlicher Zufluss der Benfe, die den Berg als südlicher Eder-Zufluss im Einzugsgebiet der Weser westlich tangiert; die Eder fließt in Erndtebrück nordwestlich am Berg vorbei.

## Schutzgebiete
Der bewaldete Ebschloh liegt auf der Grenze der Landschaftsschutzgebiet Bad Laasphe (CDDA-Nr. 319747; 1987 ausgewiesen; 123,11 km² groß) im Osten und Rothaargebirge (SI) (CDDA-Nr. 555550027; 299,42 km²) im Westen. Westlich des Bergs liegen Teile des Fauna-Flora-Habitat-Gebiets Rothaarkamm und Wiesentäler (FFH-Nr. 5015-301; 34,46 km²) und solche des Naturschutzgebiets Rothaarkamm und Wiesentäler (CDDA-Nr. 329599; 1930; 11,74 km²); südöstlich befindet sich das NSG Sauerwiese und Oberndorfer Bruch (CDDA-Nr. 165331; 1987; 3 ha).

## Radarstation und Schießstand

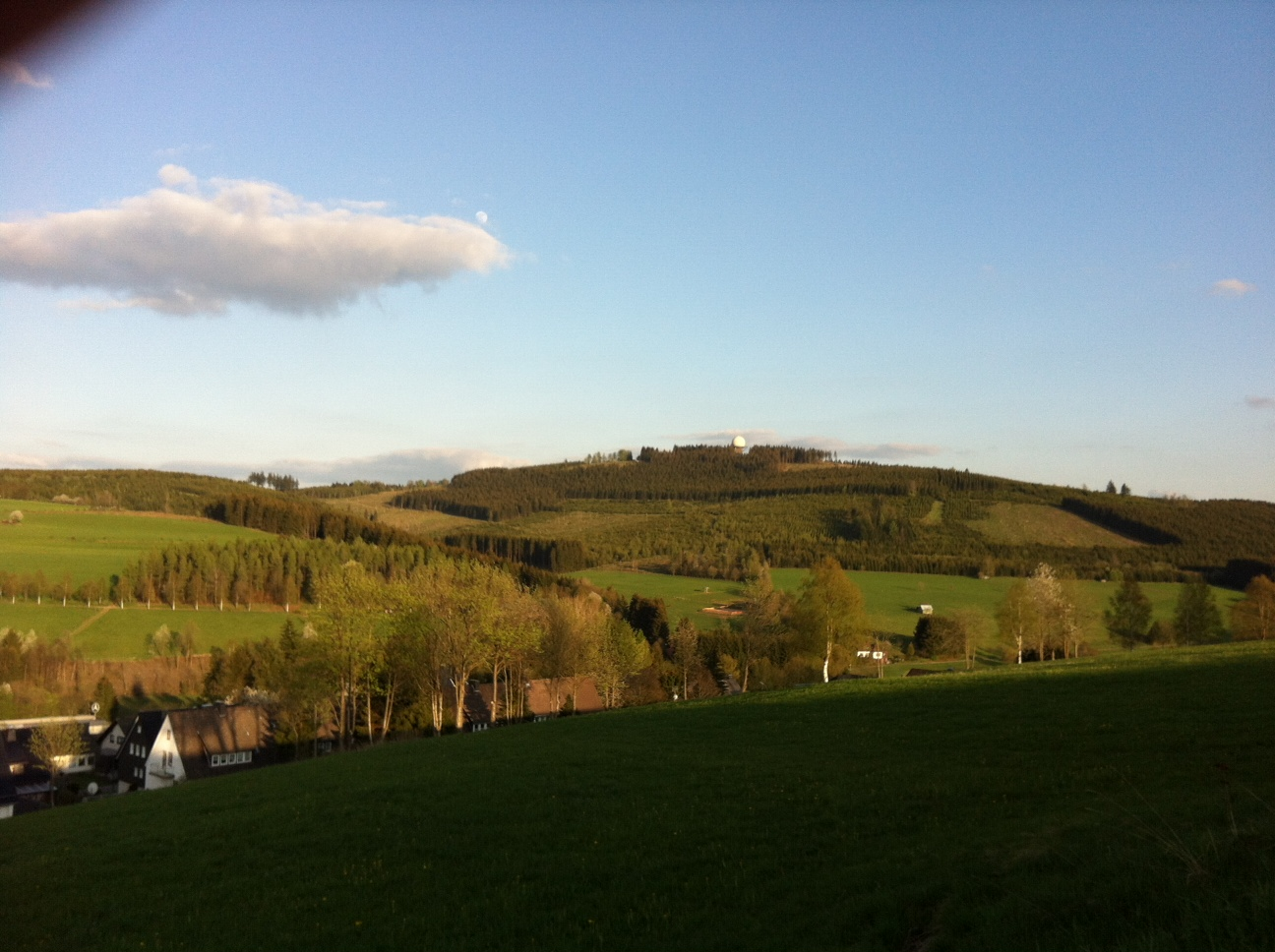
Blick vom Südrand Erndtebrücks südostwärts zum Ebschloh nebst Radarstation

Auf dem Ebschlohgipfel liegt in Militärischem Sperrgebiet ein Luftwaffen-Stützpunkt des Einsatzführungsbereichs 2 zur Luftraumüberwachung. Schon von weitem sichtbar ist die Radarkuppel, unter denen Radarantennen installiert sind; früher waren es zwei Kuppeln. Gemeinsam mit weiteren in Deutschland verteilten Radarstationen bildet die Erndtebrücker Radarstation einen Verbund, der zivile und militärische Flugobjekte rund um die Uhr – sieben Tage die Woche – erfasst und überwacht. Rund 400 m nordöstlich des Gipfels liegt, zum Sperrgebiet gehörend, auf rund 660 m Höhe der Schießstand Ebschloh.

## Verkehr und Wandern
Die Bundesstraße 62 führt in Erndtebrück nordwestlich am Ebschloh vorbei, von der in Richtung Südosten die Kreisstraße 33 (Dillstraße) nach Rüppershausen abzweigt. Auf 610,9 m Höhe liegt im Wald ein Wanderparkplatz, von dem ein Fahrweg bzw. Waldwege zur Bergkuppe führen. Zudem führt östlich die Obere Lahntalbahn zwischen Erndtebrück und Feudingen am Berg vorbei.
Es führen Wanderwege und Pfade um den Ebschloh herum. Die Gipfelregion mit der Radarstation ist wegen des militärischen Sperrgebiets für die Öffentlichkeit unzugänglich; Filmen sowie Fotografieren ist dort untersagt.

## Aussichtsmöglichkeiten
Die Aussicht vom Ebschloh umfasst neben weiten Teilen des Rothaargebirges auch den Hohen Westerwald, den Ederkopf und das Ebbegebirge sowie Teile des Hochsauerlandes. 